# 李荣杰
李荣杰（1962年—），安徽固镇人，汉族，中华人民共和国政治人物、第十一届全国人民代表大会安徽地区代表。
毕业于安徽财贸学院经济管理专业，是中共党员。担任安徽丰原集团控股有限公司董事长、陕西省卫生厅副厅长。2008年起担任全国人大代表。